# Southernmost Point

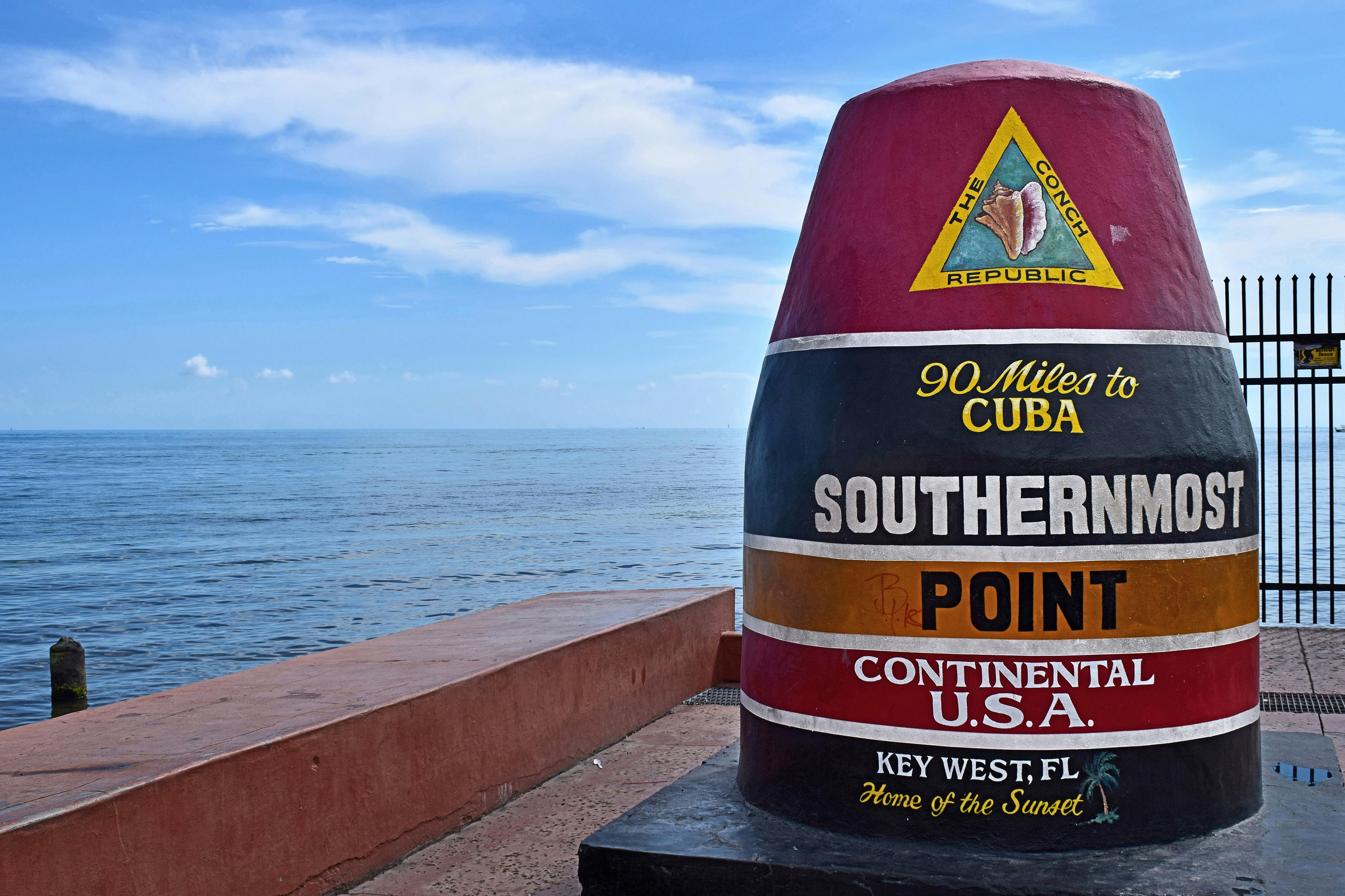
Southernmost Point an der Küste von Key West

Der Southernmost Point gilt als der südlichste Punkt der kontinentalen Vereinigten Staaten und liegt auf der letzten der Florida Keys, Key West. Er liegt am Rand der Stadt Key West im Stadtteil Upper Duval an der Ecke Whitehead Street und South Street. Zum Stadtzentrum sind es zu Fuß nur einige Minuten.
Tatsächlich ist der Southernmost Point nicht der südlichste Punkt von Key West. Dieser liegt auf der nebenan angesiedelten US Navy Basis. Der südlichste Punkt der kontinentalen USA liegt, da Key West eine Insel ist, etwa beim in den Everglades befindlichen Ort Flamingo.
Im Oktober 2017 wurde die große bemalte Boje, die den südlichsten Punkt der kontinentalen Vereinigten Staaten markiert, zum letzten Mal restauriert. Davor wurde die Boje, die zu den am meisten fotografierten Motiven der Florida Keys zählt, vom Hurrikan Irma etwas in Mitleidenschaft gezogen. Für die neue Bemalung zeigte sich der lokale Künstler Danny Acosta mit Hilfe einiger weiterer Personen verantwortlich.
Am 1. Januar 2022 wurde die Boje von zwei Männern in Brand gesetzt. Die beiden Vandalen hatten einen Weihnachtsbaum direkt vor der Boje abgelegt und angezündet, woraufhin das auf die Boje überschlug und diese beschädigte.